# Vivian Pickles
Vivian Pickles est une actrice anglaise, née le 21 octobre 1931 à Londres.

## Biographie
Au cinéma, Vivian Pickles contribue à seulement dix films (majoritairement britanniques ou en coproduction), le premier sorti en 1946. Après Enfants de salauds d'André De Toth (son deuxième film, 1968, avec Michael Caine et Nigel Davenport), suivent notamment Harold et Maude d'Hal Ashby (film américain, 1971, avec Ruth Gordon et Bud Cort) et La Course au trésor de Norman Tokar (film américano-britannique, 1977, avec David Niven et Helen Hayes). Son dernier film est Britannia Hospital de Lindsay Anderson (avec Malcolm McDowell et Leonard Rossiter), sorti en 1982.
Pour la télévision britannique, elle collabore à quarante séries à partir de 1960, dont Chapeau melon et bottes de cuir (un épisode, 1964) et Orgueil et Préjugés (mini-série, 1967). À ce jour, elle tient son ultime rôle au petit écran dans un épisode, diffusé en 1999, d’Inspecteur Barnaby.
S'ajoutent huit téléfilms (le premier diffusé dès 1946, le dernier en 1983), dont Isadora Duncan, the Biggest Dancer in the World (en) de Ken Russell (1966), où elle tient le rôle-titre.
Durant sa carrière, Vivian Pickles joue également au théâtre, notamment à Londres.  

## Filmographie

### Cinéma (intégrale)
- 1946 : Jean's Plan d'A. C. Hammond : Jean Fairfax
- 1968 : Enfants de salauds (Play Dirty) d'André De Toth : l'infirmière allemande
- 1970 : Le Miroir aux espions (The Looking Glass War) de Frank Pierson : Mme King
- 1970 : Hello-Goodbye de Jean Negulesco : Joycie
- 1971 : Un dimanche comme les autres (Sunday Bloody Sunday) de John Schlesinger : Alva Hodson
- 1971 : Harold et Maude (Harold and Maude) d'Hal Ashby : Mme Chasen
- 1971 : Nicolas et Alexandra (Nicholas and Alexandra) de Franklin J. Schaffner : Nadejda Kroupskaïa
- 1973 : Le Meilleur des mondes possible (O Lucky Man!) de Lindsay Anderson : la bonne dame
- 1977 : La Course au trésor (Candleshoe) de Norman Tokar : Grimsworthy
- 1982 : Britannia Hospital de Lindsay Anderson : l'infirmière en chef

### Télévision (sélection)

#### Séries
- 1962-1973 : Z-Cars
  - Saison 1, épisode 25 Affray (1962) : Beryl
  - Saison 8, épisode 24 Operation Watchdog (1973) de Joan Craft : Nellie Duggan
- 1964 : Chapeau melon et bottes de cuir, première série (The Avengers), saison 3, épisode 23 Les Charmeurs (The Charmers) : Betty Smythe
- 1967 : Orgueil et Préjugés (Pride and Prejudice), mini-série en 6 épisodes de Joan Craft : Mme Bennet
- 1991 : Jeeves and Wooster, saison 2, épisode 1 The Silver Jug de Simon Langton : Tante Dahlia
- 1999 : Inspecteur Barnaby (Midsomer Murders), saison 2, épisode 1 L'Ombre de la mort (Death's Shadow) de Jeremy Silberston : Agnès Sampson

#### Téléfilms
- 1946 : Alice de George More O'Ferrall : rôle-titre
- 1948 : Les Hauts de Hurlevent (Wuthering Heights) de George More O'Ferrall : Catherine Linton
- 1966 : Isadora Duncan, the Biggest Dancer in the World de Ken Russell : Isadora Duncan
- 1983 : L'Auberge de la Jamaïque (Jamaica Inn) de Lawrence Gordon Clark : Martha Yellan

## Théâtre (sélection)
(pièces jouées à Londres, sauf mention contraire)
- 1954 : Le Château de Cassandra (I Capture the Castle), adaptation du roman éponyme de Dodie Smith
- 1959-1960 : Master of None de Peter Thwaites (à Bristol)
- 1962 : Plays for England (The Blood of the Bambergs et Under Plain Cover) de John Osborne
- 1985-1986 : When We Are Married de John Boynton Priestley
- 1986-1987 : Kafka's Dick d'Alan Bennett